# Мнимая проза
Мни́мая про́за — термин, предложенный М. Л. Гаспаровым для текстов, обладающих отчётливым метром, однако записанных как проза, без специфической стиховой графики. В качестве примера Гаспаров широко использовал произведения Марии Шкапской, относящиеся к началу 1920-х годов:

Причастницей войду в твою постель, закрыв глаза и открывая губы, и будет медь звенящая и трубы, и закачается над нами лёгкий Лель.
А после, горестно простёрты перед ним, узнаем мы, что жертва неугодна, и будет стлаться горько и бесплодно её пустой и легковейный дым.

— при нормальной ширине книжной страницы этот текст оказывается записан двумя небольшими прозаическими абзацами, каждый из которых представляет собой записанное в подбор четверостишие пятистопного ямба (с лишней стопой в одном из восьми стихов). По мнению Гаспарова, этот приём используется Шкапской и другими авторами для ослабления значимости метра, для придания тексту видимости прозаического. Гаспаров, однако, полагает, что такая маскировка не превращает текст в прозу. Другие теоретики стиха — в частности, Ю. Б. Орлицкий и М. И. Шапир — оспорили позицию Гаспарова, заявив, что «мнимую прозу» правомернее рассматривать именно как прозу (поскольку деление текста на отрезки, соответствующие стихотворным строчкам, нельзя считать обязательным); для Орлицкого и Шапира не существует различия между «мнимой прозой» Шкапской и метризованной прозой Андрея Белого. В дальнейших стиховедческих дискуссиях вокруг «мнимой прозы» указывалось, что наиболее распространённые стихотворные размеры всё же могут требовать от читателя опознания текста в качестве стихотворного даже при прозаической записи.
В русской поэзии новейшего времени «мнимая проза» встречается не слишком часто и, как правило, в отдельных произведениях того или иного автора, не становясь характерной чертой его авторской поэтики:

Картина мира, милая уму: писатель сочиняет про Муму; шофёры колесят по всей земле со Сталиным на лобовом стекле; любимец телевидения чабан кастрирует козла во весь экран; агукая, играючи, шутя, мать пестует щекастое дитя. Сдается мне, согражданам не лень усердствовать. В трудах проходит день, а к полночи созреет в аккурат мажорный гимн, как некий виноград.
Бог в помощь всем. Но мой физкультпривет писателю. Писатель (он поэт), несносных наблюдений виртуоз, сквозь окна видит бледный лес берёз, вникая в смысл житейских передряг, причуд, коллизий. Вроде бы пустяк по имени хандра, и во врачах нет надобности, но и в мелочах видна утечка жизни. Невзначай он адрес свой забудет или чай на рукопись прольёт, то вообще купает галстук бархатный в борще. Смех да и только. Выпал первый снег. На улице какой-то человек, срывая голос, битых два часа отчитывал нашкодившего пса.

— в этом тексте Сергея Гандлевского прозаическая запись использована (единственный случай в опубликованных текстах этого автора) для подчёркивания приземлённости, низменности описываемой картины. К «мнимой прозе» обращались также Ольга Зондберг, Константин Победин, Дмитрий Быков, Леонид Каганов и другие авторы. Часты переходы на мнимую прозу у Феликса Кривина.